# Masters Olympia
Masters Olympia è una competizione internazionale di culturismo, organizzata annualmente dall'International Federation of BodyBuilders (IFBB).
La competizione è stata creata da Joe Weider nel 1994 come evento per ex campioni (alcuni dei quali già vincitori di Mr. Olympia), per continuare a competere ad alti livelli professionali, anche superata una certa età. La competizione si tenne ogni anno (tranne nel 1998) sino al 2003, anno in cui lo show fu interrotto. La competizione fu sostituita, nel 2006, dalla IFBB Masters Professional World Championships. La prima edizione si tenne a New York (il 15 aprile 2006) e fu vinta da Bob Cicherillo.
Masters Olympia è stata ripresa nel 2012 e si è tenuta a Miami Beach, in Florida. La competizione è stata vinta da Dexter Jackson, vincitore dell'edizione 2008 di Mr. Olympia, che è diventato il secondo bodybuilder (insieme a Chris Dickerson) ad aver vinto entrambe le competizioni (Mr. Olympia e Masters Olympia).
Vince Taylor è l'atleta ad aver vinto il numero più alto di Masters Olympia (nel 1996, 1997, 1999, 2000, 2001).

## Vincitori
| Anno       | Vincitore        |
| ---------- | ---------------- |
| 1994       | Robby Robinson   |
| 1994 - 50+ | Chris Dickerson  |
| 1994 - 60+ | Ed Corney        |
| 1995       | Sonny Schmidt    |
| 1995 - 60+ | Ed Corney        |
| 1996       | Vince Taylor     |
| 1996 - 60+ | Jim Morris       |
| 1997       | Vince Taylor     |
| 1997 - 50+ | Robby Robinson   |
| 1997 - 60+ | Cironte Honore   |
| 1998       | Non svolto       |
| 1999       | Vince Taylor     |
| 2000       | Vince Taylor     |
| 2000 - 50+ | Robby Robinson   |
| 2000 - 60+ | Katsumi Ishimura |
| 2001       | Vince Taylor     |
| 2002       | Don Youngblood   |
| 2003       | Claude Groulx    |
| 2012       | Dexter Jackson   |